# Agía Paraskeví (ort i Grekland, Peloponnesos)
Agía Paraskeví (Agia Paraskevi) är en ort i Grekland.   Den ligger i prefekturen Nomós Argolídos och regionen Peloponnesos, i den södra delen av landet, 90 km sydväst om huvudstaden Aten. Agía Paraskeví ligger 37 meter över havet och antalet invånare är 206.
Terrängen runt Agía Paraskeví är varierad. Havet är nära Agía Paraskeví åt sydväst.  Närmaste större samhälle är Argos, 14,4 km nordväst om Agía Paraskeví. 